# Huron (Dakota del Sud)
Huron és una població dels Estats Units a l'estat de Dakota del Sud. Segons el cens del 2000 tenia 11.893 habitants.

## Demografia
Segons el cens del 2000, Huron tenia 11.893 habitants, 5.263 habitatges, i 3.047 famílies. La densitat de població era de 559,3 habitants per km².
Dels 5.263 habitatges en un 26,4% hi vivien nens de menys de 18 anys, en un 46,6% hi vivien parelles casades, en un 8,5% dones solteres, i en un 42,1% no eren unitats familiars. En el 37,3% dels habitatges hi vivien persones soles el 16,8% de les quals corresponia a persones de 65 anys o més que vivien soles. El nombre mitjà de persones vivint en cada habitatge era de 2,18 i el nombre mitjà de persones que vivien en cada família era de 2,86.
Per edats la població es repartia de la següent manera: un 23,3% tenia menys de 18 anys, un 9,2% entre 18 i 24, un 24,4% entre 25 i 44, un 22% de 45 a 60 i un 21% 65 anys o més.
L'edat mediana era de 40 anys. Per cada 100 dones de 18 o més anys hi havia 88,1 homes.
La renda mediana per habitatge era de 29.097 $ i la renda mediana per família de 40.234 $. Els homes tenien una renda mediana de 27.027 $ mentre que les dones 19.921 $. La renda per capita de la població era de 18.275 $. Entorn del 8,1% de les famílies i el 12,4% de la població estaven per davall del llindar de pobresa.

## Poblacions més properes
El següent diagrama mostra les poblacions més properes.